# Чемпионат России по боксу 1995
Чемпионат России по боксу 1995 года проходил в Казани 19-23 марта.

## Медалисты
В источнике отсутствуют результаты в категориях 63,5, 67, 71 и 81 кг.
| Весовая категория | Золото             | Серебро             | Бронза                            |
| ----------------- | ------------------ | ------------------- | --------------------------------- |
| до 48 кг          | Рамиль Хуснутдинов | Эдуард Гайфулин     | Алексей Никитин Игорь Сидюк       |
| до 51 кг          | Андрей Корнеев     | Ильфат Рязапов      | Максим Махинин Роман Подопригора  |
| до 54 кг          | Раимкул Малахбеков | Михаил Ананин       | Александр Митишев Радик Аглямов   |
| до 57 кг          | Рамаз Палиани      | Вячеслав Власов     | Алексей Артамонов Дмитрий Фёдоров |
| до 60 кг          | Паата Гвасалия     | Эдуард Захаров      | Сергей Галикеев Виталий Каргин    |
| до 75 кг          | Александр Лебзяк   | Дмитрий Стрельчинин | Егор Богдашкин Сергей Мизерия     |
| до 91 кг          | Игорь Кшинин       | Сергей Лопатинский  | Исламбек Алиев Андрей Комбаров    |
| свыше 91 кг       | Алексей Лезин      | Максим Ольгин       | Дмитрий Гранкин Николай Максимов  |